# Minimax (Unternehmen)

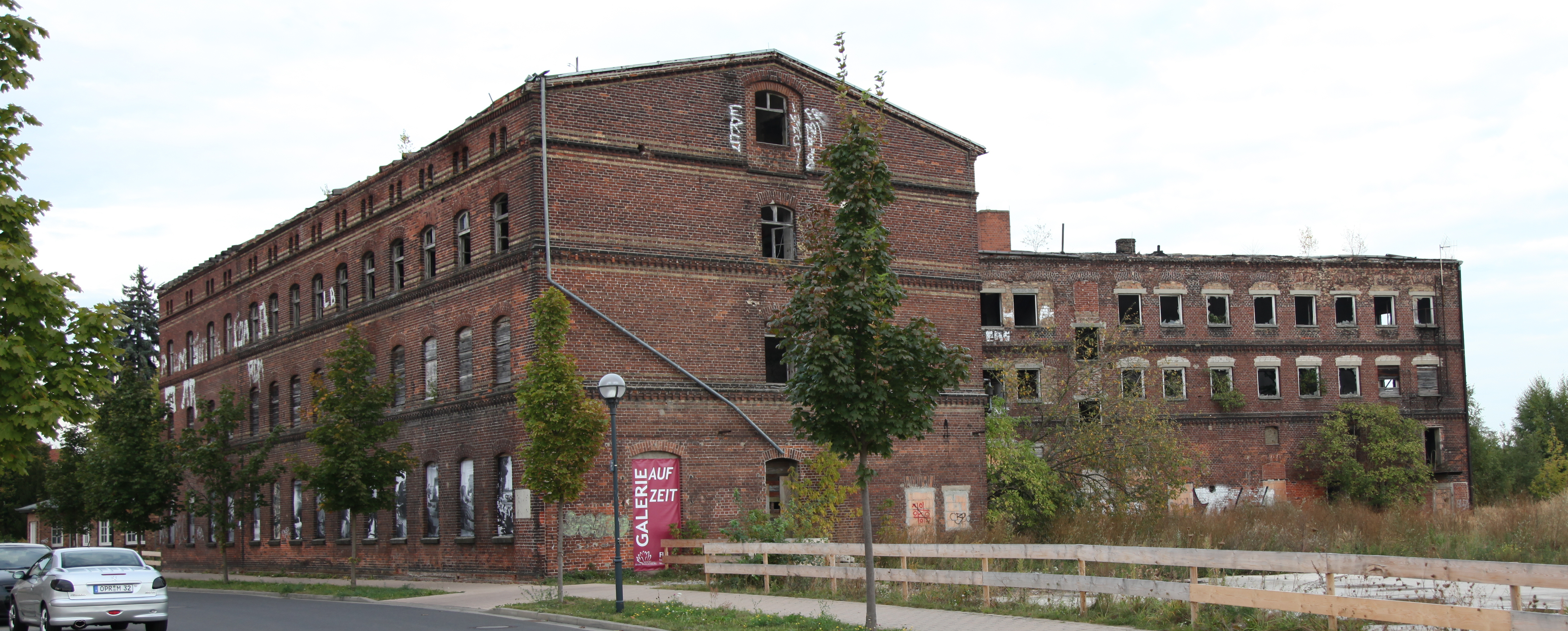
Ehemaliges Minimax-Feuerlöschgerätewerk in Neuruppin

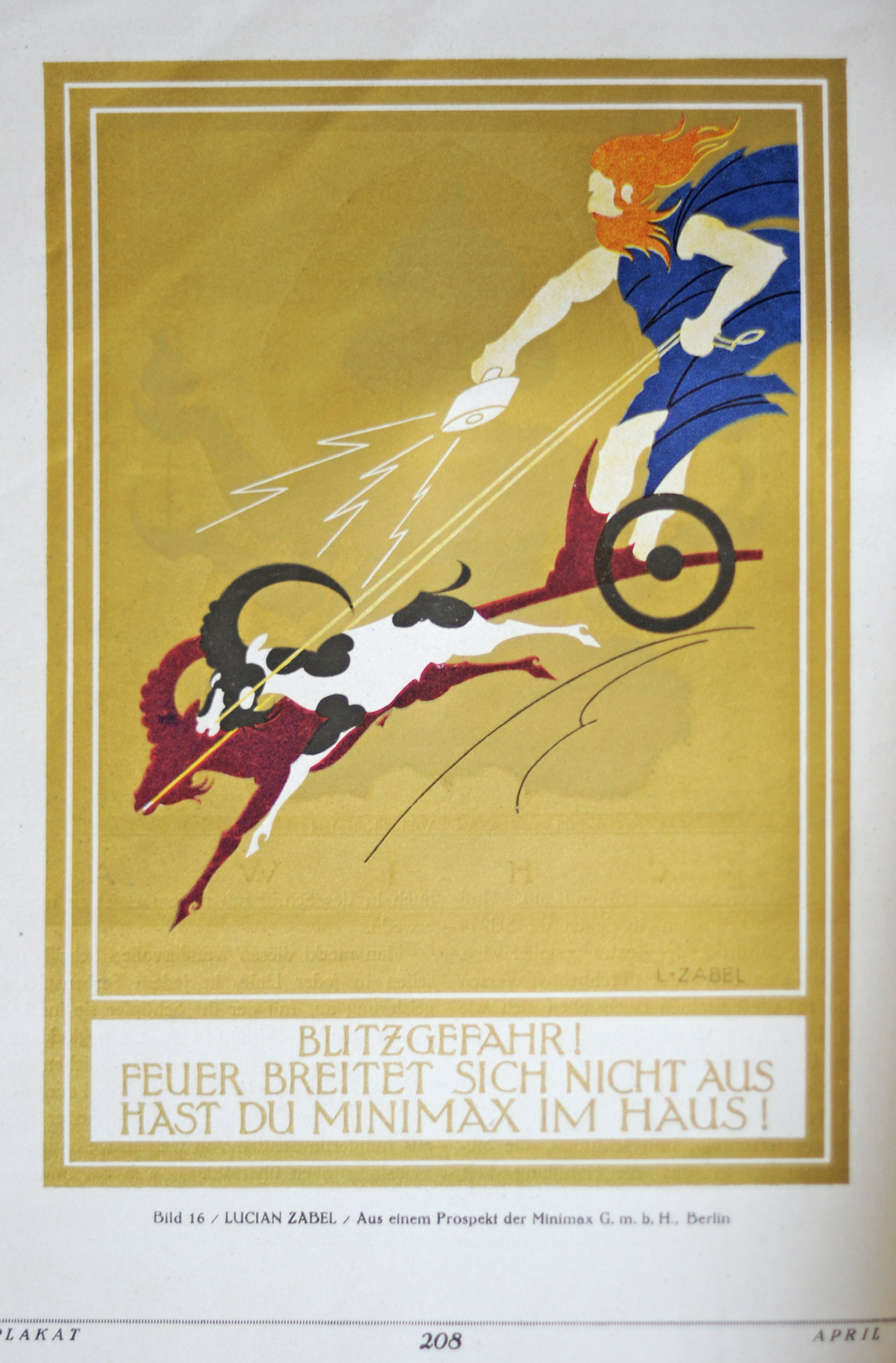
„Blitzgefahr!“, Anzeige für Minimax von Lucian Zabel, in: Das Plakat, April 1921

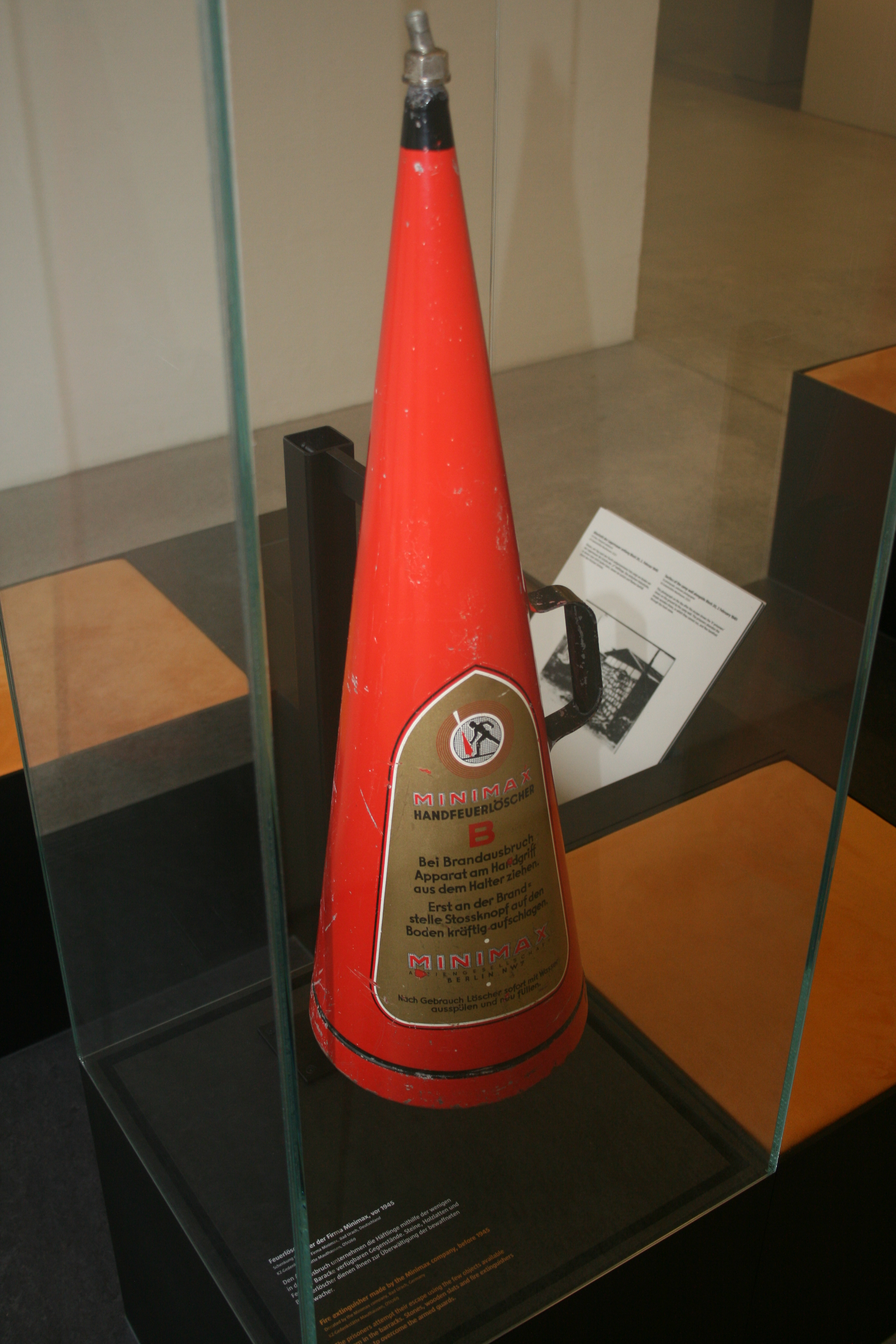
Modell eines Minimax-Feuerlöschers vor 1945

Aktie über 100 RM der Minimax AG vom September 1938

Die Minimax GmbH ist ein Brandschutzunternehmen mit Hauptsitz in Bad Oldesloe. Das Unternehmen betreibt am Hauptsitz ein Brandforschungszentrum. Seit der Fusion mit der amerikanischen The Viking Corporation zählt das Unternehmen zu den größten der Branche weltweit.
Im Jahr 1902 brachte Unternehmensgründer Wilhelm Graaff den ersten massenfähigen Feuerlöscher auf den Markt, die von ihm und dem Münchner Ingenieur Hans Mikorey entwickelte „Spitztüte“. Der Name „Minimax“ für diesen Feuerlöscher entstammt einem Preisausschreiben der Mitarbeiter: ein Minimum an Gewicht, Preis und Aufwand – ein Maximum an Einfachheit und Leistungsfähigkeit.

## Geschäftsfelder
Das Unternehmen steht heute für „stationären Brandschutz“ mit den Geschäftsfeldern Anlagenbau, Modernisierung und Service. Der Bereich des mobilen Brandschutzes wird von der Minimax Mobile Services GmbH bedient. Zum mobilen Brandschutz zählen die Segmente Feuerlöscher, fahrbare Feuerlöschgeräte, Löschwassertechnik, Rauch- und Wärmeabzugsanlagen, Sicherheitsgrafiken, Löschanlagen für Einsatzfahrzeuge mit den Geschäftsfeldern Produktion, Ausrüstung, Sanierung/Modernisierung, Instandhaltung/Service. Zudem werden über die unternehmenseigene Brandschutzakademie Ausbildungen und Trainings angeboten.

## Geschichte

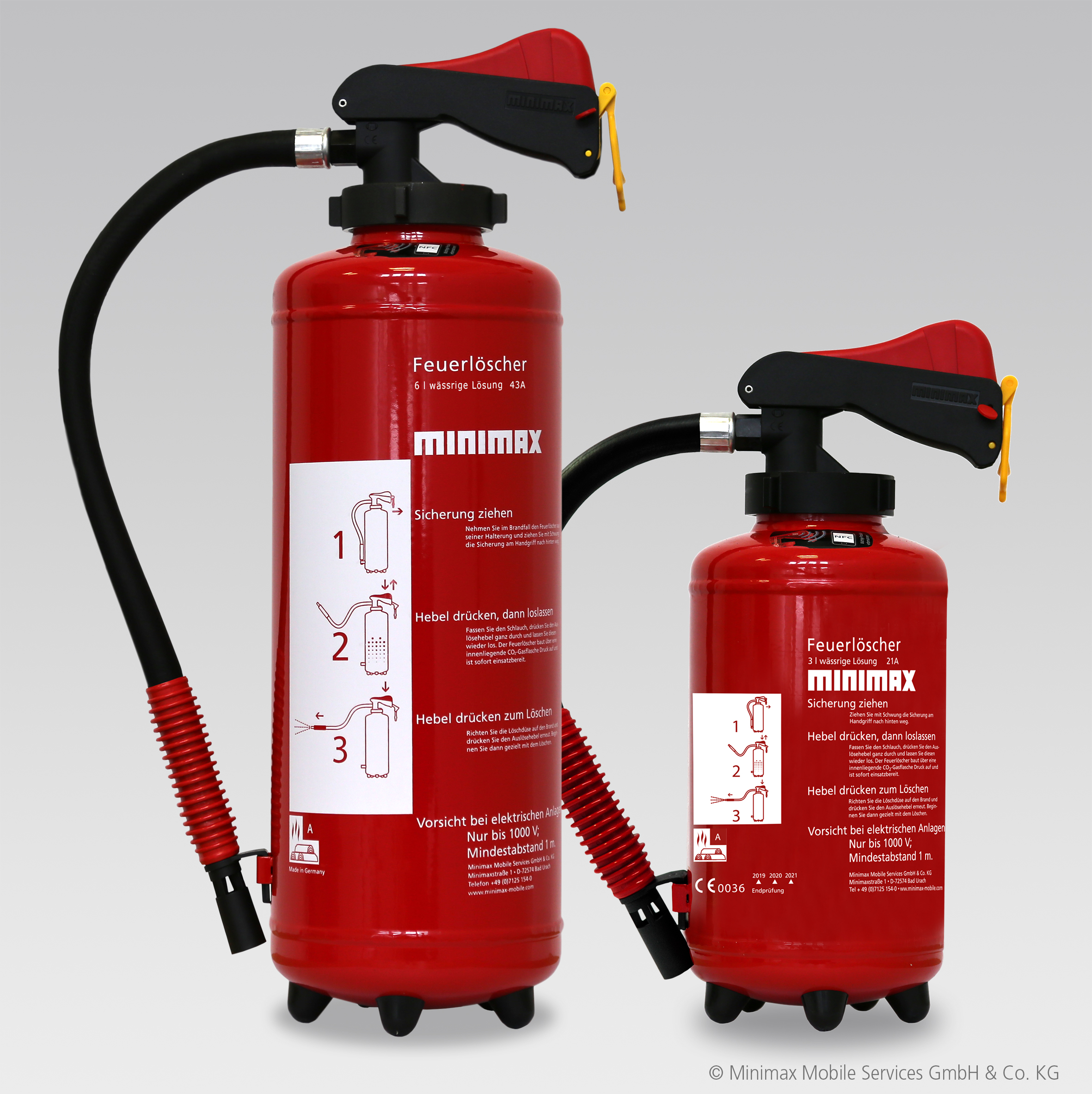
6-Liter- u. 3-Liter-Wasser-Aufladefeuerlöscher von Minimax

Das Unternehmen Minimax wurde 1902 in Berlin gegründet. 1904 ließ Unternehmensgründer Wilhelm Graaff (* 30. Juni 1872 in Stolberg; † 29. März 1931 in Gundelsheim) seine Minimax-Spitztüte patentieren. Die Feuerlöscherproduktion wurde 1905 von Berlin nach Neuruppin verlagert. Die Jahresproduktion betrug 65.000 Feuerlöscher. 1906 war Minimax Weltmarktführer – mit Auslandsgesellschaften in Europa und in den USA und bis 1922 würden rund 2 Millionen Minimax-Löscher weltweit verbreitet. Die ersten Minimax-Schaumgeneratoren wurden 1926 auf dem Markt eingeführt. Werbetechnische Unterstützung erhielt der „Feuerlöscher Minimax“ mit Stummfilmdokumentationen durch das von Graaff im Jahre 1923 gegründete Produktionsunternehmen Rimax-Film AG in Berlin. Etwa 1938 wurde das Unternehmen in eine Aktiengesellschaft umgewandelt. Nach der Zerstörung der Berliner Verwaltungsgebäude und der Enteignung des Werkes Neuruppin wurde Minimax 1945 in Westdeutschland neu aufgebaut. 1953 entstand in Bad Urach bei Stuttgart die modernste Fabrik Deutschlands für Feuerlöscher, -geräte und Löschanlagen für Feuerwehrfahrzeuge. 1958 wurde das Werk in Bad Urach erweitert. Das erste universelle ABC-Feuerlöschpulver erhielt 1959 seine amtliche Zulassung.
1968 entstand in Bad Oldesloe ein eigenes Forschungszentrum für Brandschutz. Preussag erwarb 1969 das Unternehmen und führte es mit der Selbsttätigen Feuerlöschanlagen Gesellschaft Hamburg zusammen. Das 1929 gegründete Unternehmen verfügte über jahrzehntelange Erfahrungen in der Fertigung und Installation stationärer Brandschutzanlagen und hatte seinen Sitz seit 1966 in Bad Oldesloe. 1970 verkaufte die CEAG ihr Löschanlagen-Geschäft (u. a. Feuerlöscher-Marke Favorit) an Minimax. Die Minimax GmbH mit Sitz in Bad Oldesloe und einer Zweigniederlassung in Bad Urach wurde 1991 gegründet. Sie war die Führungsgesellschaft der gesamten Brandschutzaktivitäten der Preussag AG. 1998 erweiterte Minimax das Forschungszentrum Brandschutz in Bad Oldesloe, das seither das größte dieser Art in Europa ist.
2001 konzentrierte sich die Preussag AG auf ihr neues Kerngeschäft Touristik; mit Barclays Private Equity und dem Management als Gesellschafter stellte sich Minimax neu auf. Bei einem Marktanteil von 30 % war Minimax Marktführer in Deutschland und bot als einziger europäischer Hersteller mobile und stationäre Brandschutzlösungen aus einer Hand. 2002 konnte Minimax das 100-jährige Bestehen des Unternehmens feiern. 2003 erwarb Investcorp die Mehrheit der Anteile und forcierte die Internationalisierung des Unternehmens. Im Jahr 2006 übernahm die schwedische Finanzgesellschaft Industri Kapital die Investcorp-Anteile. 2007 übernahm Minimax mit CFP Fire Protection Inc. einen der amerikanischen Marktführer. 2009 erfolgte die nächste Akquisition in den USA; mit der Viking Corporation mit Sitz in Michigan kam ein weiteres Standbein hinzu. Seitdem firmiert die Gesellschaft unter der Bezeichnung Minimax Viking. Von 2014 bis 2018 waren neben dem Management auch Kirkbi Invest A/S und die Intermediate Capital Group Anteilseigner des Unternehmens. Seit 2018 sind ausschließlich ICG und das Management Gesellschafter der Minimax Viking Gruppe. Das Unternehmen erwirtschaftet derzeit mit rund 10.500 Mitarbeitern 2,5 Mrd. € Umsatz.
Minimax hat in Deutschland ein engmaschiges Netz an Regionalbüros sowie Zweigniederlassungen und Vertretungen auf der ganzen Welt.

## Patent-Informationen
Für Erfindungen von und mit Wilhelm Graaf sind rund 120 Patente bekannt, weitere 110 Patente zu Löschmitteln und anderen Erfindungen wurden für die Minimax Consolidated Ltd. eingetragen, 278 Patente für die Minimax AG und weitere 270 Patente für die Minimax GmbH & Co. KG. 
Nachfolgend eine Auswahl von frühen Patenten zu Erfindungen von Wilhelm Graaf:
- Patent  GB190510083A: Improved Appliance for Supporting and Controlling Extincteurs.. Veröffentlicht am 25. Mai 1905, Erfinder: Wilhelm Graaf, Berlin.‌
- Patent  CH37534A: Chemischer Feuerlöscher.. Veröffentlicht am 15. Juni 1907, Erfinder: Wilhelm Graaf, Berlin.‌
- Patent  CH56034A: Einrichtung zum Feuerlöschen.. Veröffentlicht am 1. Oktober 1912, Erfinder: Wilhelm Graaf, Berlin.‌
- Patent  AT84326B: Stahlkerngeschoß.. Angemeldet am 7. Juni 1917, veröffentlicht am 10. Juni 1921, Erfinder: Regina Münder, Paul Dresla, Wilhelm Graaf, Berlin.‌
- Patent  DE363628C: Triebwerk fuer kinematographische und phonetische Filmstreifen an Aufnahme- und Wiedergabevorrichtungen.. Veröffentlicht am 29. Mai 1923, Erfinder: Paul Dresla, Wilhelm Graaf, Berlin.‌
- Patent  DE424439C: Feuerloescher mit Spritzfluessigkeit.. Veröffentlicht am 23. Januar 1926, Erfinder: Friedrich Emil Krauss, Wilhelm Graaf, Berlin.‌